# The Sonata
 (mars 2020).
Si vous disposez d'ouvrages ou d'articles de référence ou si vous connaissez des sites web de qualité traitant du thème abordé ici, merci de compléter l'article en donnant les références utiles à sa vérifiabilité et en les liant à la section « Notes et références ».
Pour plus de détails, voir Fiche technique et Distribution.
The Sonata est un film d'horreur franco-russo-lettono-britannique coécrit et réalisé par Andrew Desmond, sorti en 2018.

## Synopsis
Jeune violoniste virtuose, Rose Fisher est en pleine ascension. Depuis la mort de sa mère, elle a mûri sous l'aile de son manager Charles. Quant à son père compositeur, elle ne l'a plus jamais revu depuis plus de quinze ans. Pourtant, un jour, elle apprend que ce dernier s'est immolé par le feu dans son manoir en France. Dès lors, désormais héritière de son œuvre et de son domicile, elle y retourne et se plonge dans le passé mystérieux de cet homme qu'elle connaissait à peine. Elle apprend notamment qu'il a été soupçonné de la disparition d'un petit garçon mais, surtout, elle découvre, en plus de faire de macabres découvertes, qu'il lui a laissé un ultime héritage : une sonate pour violon qui pourrait marquer le monde de la musique classique. Pourtant, elle remarque qu'il est parsemé de symboles mystérieux. Alors que son agent, obsédé par sa renommée et le potentiel de cette découverte, enquête sur leur sens, il se comporte de plus en plus bizarrement... Quand, sous son influence, Rose se met à jouer le sonate de son père, elle comprend qu'il a le pouvoir de déclencher des forces maléfiques et, surtout, d'ouvrir les portes de l'enfer pour communiquer avec l'Antéchrist en personne...

## Fiche technique
- Titre original et français : The Sonata
- Réalisation : Andrew Desmond
- Scenario: Andrew Desmond et Arthur Morin
- Montage : J.P. Ferré
- Musique : Alexis Maingaud
- Photographie : Janis Eglitis
- Production : Aija Berzina, Matthew Bradley, Ron Bradley, Jonathan Feuer, Patrick Fischer, Laurent Fumeron, Alise Gelze, David Gilbery, Daniel Goroshko, James Kermack, Julien Loeffler, Rodolphe Sanzé, Sergey Selyanov, Fabrice Smadja et Sharunya Varriele
- Sociétés de production : The Project, Featuristic Films, CTB Film Company, Tasse Film, Creativity Capital, Flexibon Films et OneWorld Entertainment
- Société de distribution : Screen Media Films
- Pays d'origine :  France,  Russie,  Lettonie,  Royaume-Uni
- Langue originale : anglais
- Format : couleur
- Genre : horreur
- Durée : 90 minutes
- Dates de sortie  :
  - Russie : 15 novembre 2018
  - États-Unis : 10 janvier 2020
  - France : 17 février 2020 (vidéo)[1]

## Distribution
- Freya Tingley : Rose Fisher
- Simon Abkarian (VF : lui-même) : Charles Vernais
- James Faulkner (VF : Jérôme Keen) : Sir Victor Ferdinand
- Rutger Hauer (VF : Yann Pichon) : Richard Marlowe
- Matt Barber : James
- Catherine Schaub-Abkarian (VF : elle-même) : Thérèse
- Christopher Brand : le notaire
- James Kermack : l'ingénieur du son
- Myster Jo : le propriétaire du tabac
- Laine Ligere Stengrévica : Meredith